# Хруничев, Юрий Андреевич
Юрий Андреевич Хруничев (16 августа 1926 — 19 мая 1998) — советский учёный, педагог, специалист по электровакуумным приборам.

## Биография
Окончил МВТУ им. Баумана. Работал там же: аспирант, ассистент, старший преподаватель, доцент, профессор. С 1972 по 1979 г. декан факультета «АМ»- «МТ» («Автоматизация и механизация производства»).
Организатор кафедры «Полупроводниковое и электровакуумное машиностроение» (1974).
Кандидат технических наук (1955, диссертация «Исследование автоматических процессов изготовления электродов»).

## Публикации
- Унификация приводов карусельных машин электровакуумного производства [Текст] : Метод. пособие преподавателям техникумов / Ю. А. Хруничев, В. М. Гришин, Д. М. Нехаенко ; Совет нар. хозяйства Моск. гор. экон. района РСФСР. Упр. кадров и учеб. заведений. Учеб.-метод. кабинет. — Москва : [б. и.], 1965. — 43 с. : ил.; 20 см.
- Технология и оборудование производства электровакуумных приборов [Текст] : учеб. пособие для вузов / Ю. А. Хруничев [и др.]; ред. Ю. А. Хруничев. — М. : Высшая школа, 1979. — 334 с. : ил. ; 20 см. — Гриф: допущено М-вом высш. и сред. спец. образования СССР в качестве учебника для учащихся сред. спец. учебных заведений.
- Производство спиралей, сеток и вводов электровакуумных приборов [Текст] / М. С. Кауфман, А. А. Кузнецова, Ю. А. Хруничев. — М. ; Л. : Госэнергоиздат, 1962. — 263 с. : ил. ; 21 см. — 9000 экз.
- Ю. А. Хруничев Е. А. Деулин Э. П. Амосова Расчёт передач движения в вакуум, М., МГТУ.,. 1977 г. 55 с.